# Красная Глинка (Оренбургская область)
Красная Глинка — посёлок в Бугурусланском районе Оренбургской области в составе Полибинского сельсовета.

## География
Находится на левом берегу реки Мочегай на расстоянии примерно 36 километров по прямой на восток-северо-восток от центра города Бугуруслан.

## Население
Население составляло 18 человек в 2002 году (русские 44 %), 7 по переписи 2010 года.